# Aulacodes bipunctalis
Aulacodes bipunctalis là một loài bướm đêm trong họ Crambidae.